# Solidago kuhistanica
Solidago kuhistanica là một loài thực vật có hoa trong họ Cúc. Loài này được Juz. miêu tả khoa học đầu tiên năm 1959.